# Tahitisumphöna
Tahitisumphöna (Zapornia nigra) är en utdöd fågel i familjen rallar inom ordningen tran- och rallfåglar. Fågeln fanns på Tahiti och är endast känd från två målningar, den senaste från 1784. Förmodligen dog den ut snart efter det.